# Guillaume Walcher
Pour les articles homonymes, voir Walcher.
Guillaume Walcher, ou simplement Walcher, parfois Walchere ou Walker (assassiné le 14 mai 1080), est évêque de Durham à partir de 1071 et comte de Northumbrie à partir de 1075.

## Biographie

### Évêque puis comte
Prêtre originaire de Liège et clerc séculier, il est invité à occuper la fonction d'évêque de Durham par Guillaume le Conquérant après la rébellion du prélat précédent, l'Anglo-Saxon Æthelwine. Il est consacré en 1071 et probablement intronisé le 3 avril de la même année. Dans son voyage vers son diocèse, il est accompagné jusqu'à York par une forte escorte d'Anglo-Saxons pro-Normands, puis jusqu'à Durham par Gospatrick, le comte de Northumbrie.
L'année suivante, Guillaume le Conquérant démet Gospatrick de sa fonction en espérant calmer la résistance anglo-saxonne dans le nord du pays. Il le remplace par Waltheof de Northumbrie. Guillaume Walcher est en bons termes avec lui durant la première partie de son épiscopat, au point que Waltheof est autorisé à siéger parmi le clergé durant les synodes tenus par Walcher.
Après la révolte et la déchéance de Waltheof en 1075, Walcher est autorisé à racheter la charge comtale tout en conservant son évêché. Il prévoit d'introduire des moines dans le chapitre de sa cathédrale, et on se souvient de lui comme ayant encouragé le monachisme dans son diocèse. Il est particulièrement connu en tant que patron d'Aldwine (en), qui tenta de réintroduire le monachisme à Whitby. Le groupe finit par s'installer à Durham à l'époque du successeur de Walcher, Guillaume de Saint-Calais.
Walcher est un saint homme, mais un piètre meneur d'hommes. D'après Siméon de Durham, ses chevaliers sont autorisés à piller et parfois à tuer des autochtones impunément. D'après Syméon de Durham, il est particulièrement apprécié pour son honnêteté et sa nature sobre et gentille. Mais, toujours selon le chroniqueur anglais, il vexe les Anglo-Saxons en ne contrôlant pas ses hommes et se laisse voler par son archidiacre Leobwine. En 1079, il se révèle incapable de faire face à une invasion écossaise. Malcolm III pille le Northumberland pendant trois semaines sans opposition, et rentre au pays avec un lourd butin et de nombreux esclaves.

### Le soulèvement fatal de la Northumbrie en 1080
Son archidiacre Leobwin devient jaloux de l'influence grandissante du conseiller du comte, Ligulf (en) de Lumley, apparenté à l'ancienne lignée northumbrienne. Sur ses ordres, deux hommes de main de Walcher, parmi lesquels son parent, Gilbert, attaquent de nuit la demeure de Ligulf. Celui-ci est tué avec la plupart de ses gens,. Furieux du meurtre d'un des leurs, les Northumbriens menacent de se révolter. Afin d'apaiser la situation, Walcher accepte de rencontrer les parents de Ligulf à Gateshead, voyageant avec une suite d'une centaine de Normands et de Flamands pour sa sécurité. À Gateshead, le 14 mai 1080, il rencontre Eadulf Rus, le leader des Northumbriens désigné pour parlementer, et se voit présenter une pétition. Walcher la rejette et nie son implication dans l'assassinat. Il se dit prêt à offrir une compensation financière à la veuve de Ligulf. Ce geste et ces paroles ne suffisent pas à calmer les Northumbriens qui se soulèvent contre les Normands. Walcher et ses hommes se réfugient dans une église proche, à laquelle la population met le feu. Ceux qui parviennent à échapper au brasier, parmi lesquels Walcher et Gilbert, sont tués. D'après Jean de Worcester, l'assassin de Walcher n'est autre que Eadulf Rus.
Cette révolte incite Guillaume à envoyer son demi-frère Odon de Bayeux ravager la campagne northumbrienne à la tête d'une armée. La majeure partie de la noblesse autochtone est forcée de s'exiler, et le pouvoir de la noblesse anglo-saxonne en Northumbrie est brisé.
Walcher était considéré comme un évêque bien éduqué, à la réputation d'homme pieux. Syméon de Durham le décrit comme un homme honnête et droit, qui accomplit avec diligence ses tâches épiscopales. Aubrey de Coucy lui succède à la tête du comté de Northumbrie, tandis que Guillaume de Saint-Calais devient le nouveau prince-évêque de Durham. Guillaume Walcher est inhumé dans sa cathédrale.